# Кампел, Марк
Марк Алан Кампел (англ. Mark Alan Kumpel; род. 7 марта 1961, Уэйкфилд, Массачусетс) — американский хоккеист (правый нападающий) и тренер.
В сезонах 1979/80 — 1982/83 выступал во втором эшелоне NCAA за «Чифс» (ныне «Ривер Хокс»), команду (en:UMass Lowell River Hawks men's ice hockey) Университета Массачусетса в Лоуэлле, победитель первенства 1982 года в её составе.
На профессиональном уровне дебютировал в сезоне 1983/84	в составе команды АХЛ «Фредериктон Экспресс». Первый матч в НХЛ — 20 декабря 1984 года («Детройт» — «Квебек»). Выступал в НХЛ за «Квебек Нордикс», «Детройт Ред Уингз» и «Виннипег Джетс»; итого в регулярных первенствах НХЛ — 288 матчей, 84 очка (38 голов, 46 голевых передач), в плей-офф НХЛ — 39 матчей, 10 очков (6+4). В АХЛ, помимо «Фредериктона», выступал за «Адирондак Ред Уингз», «Монктон Хокс» и «Провиденс Брюинз».
В составе сборной США участник Олимпийских игр 1984 года, победитель первенства мира в группе B 1983 года.
На тренерской работе с сезона 1991/92: ещё оставаясь игроком, стал тренером-ассистентом в «Монктон Хокс». Затем был тренером-ассистентом «Провиденс Брюинз». Четыре сезона был главным тренером в командах ECHL: два сезона в «Нэшвилл Найтс», затем два — в «Дейтон Бомберс» (в «Дейтоне» одновременно был директором по хоккейным операциям). В сезоне 1998/99 — главный тренер и директор по хоккейным операциям команды АХЛ «Портленд Пайретс»; в последующие пять сезонов — тренер-ассистент той же команды. Был членом тренерского штаба сборной США на чемпионате мира 1999 года, скаутом клуба «Атланта Трэшерз». Пять лет работал с юниорской командой «Уолпол Экспресс», а с 2013 по 2019 год был директором по хоккейным операциям в юниорской Восточной хоккейной лиге.
В сезоне 2015/16 — главный тренер сборной ЮАР. С 2019 года — главный тренер китайского клуба ВХЛ «КРС-БСУ».